# Big White Ski Resort

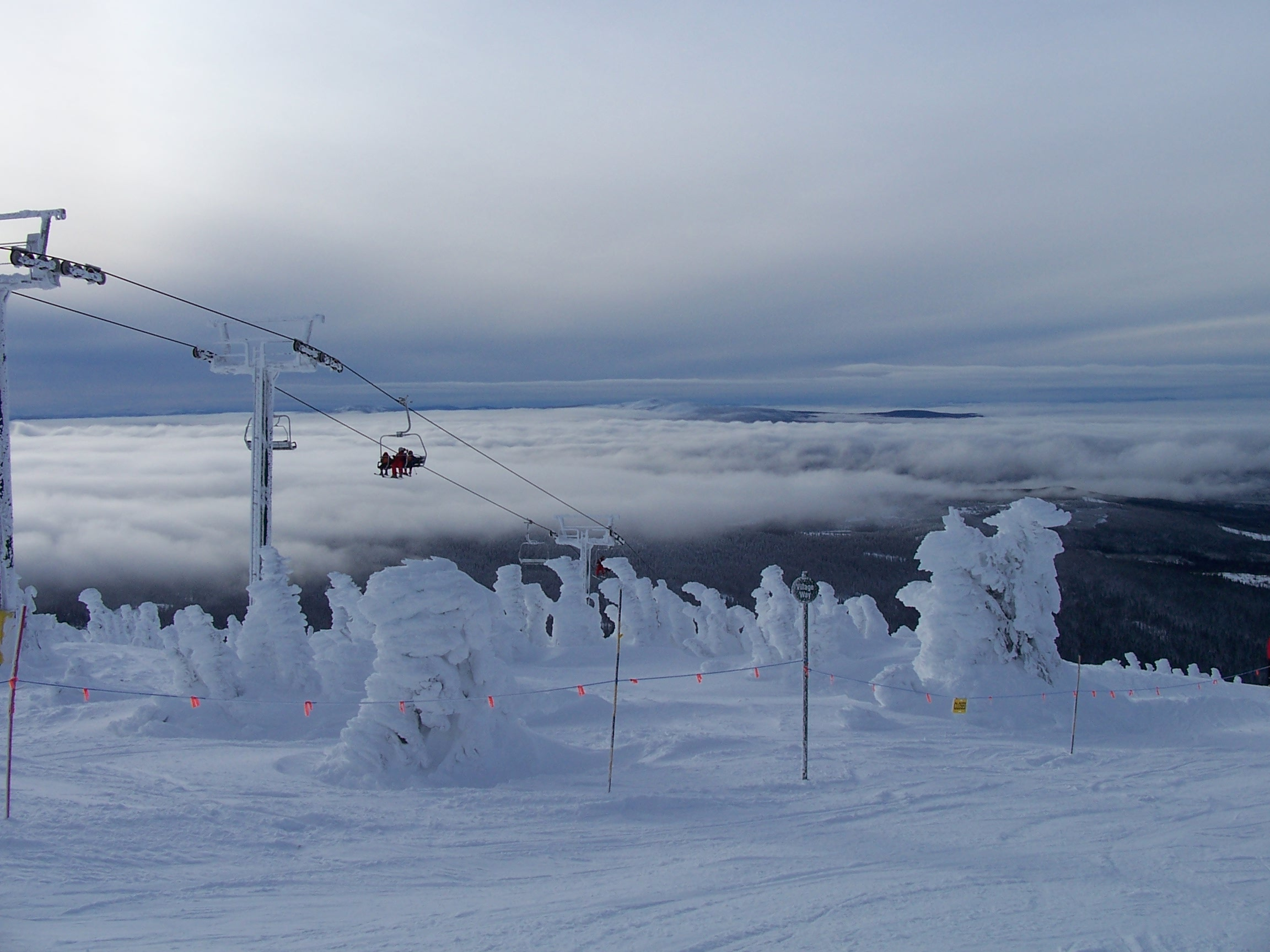
Der Gem Lake Express im Big White Resort

Big White ist ein Skigebiet in der Provinz British Columbia in Kanada.
Das Skigebiet bietet 118 Pisten verschiedener Schwierigkeitsgrade. Zudem ist das Big White Columbias höchstgelegenes Ski Resort. Der Skibereich erstreckt sich über eine Fläche von 10,4 km². 2008 erhielt das Resort die Auszeichnung „Bester Schnee“ vom Ski Canada Magazine. Im Skigebiet, welches nach Blackcomb das zweitgrößte Skigebiet Kanadas ist, befinden sich diverse Ferienappartementsiedlungen.